# Монвуазен, Орели
Орели Ноэль Монвуазен (фр. Aurélie Noelle Monvoisin род. 25 декабря 1997, Монтрёй, департамент Сен-Сен-Дени) — французская шорт-трекистка. Серебряный призёр чемпионата мира 2021 года в эстафете. чемпионка Европы 2021 года в эстафете.

## Спортивная карьера
Орели Монвуазен с раннего детства занималась фигурным катанием, как и её старшая сестра Сессилия, перед её занятиями проходили тренировки по шорт-треку и она часто наблюдала за ними, а в возрасте 7 лет начала заниматься шорт-треком в Фонтене-су-Буа. Впервые в соревнованиях участвовала с 2007 года. В 2010 переехала в национальный центр конькобежного спорта в Фон-Ромё, где находится главная тренировочная база по шорт-треку. В 2011 году заняла 2-е место среди девушек-новичков на кубке Европы, а в следующем году стала 2-й среди девушек младшего возраста, ещё через год в феврале участвовала на юниорском чемпионате мира, где заняла в многоборье 24-е место.
В марте 2013 выиграла финал европейского чемпионата среди юниоров и юниорский чемпионат Франции. В 2014 и 15 годах продолжала брать подиумы национального чемпионата среди юниоров и даже выиграла бронзу на взрослом чемпионате Франции. В марте 2015 года попала в национальную сборную на чемпионат мира в Москве и с командой заняла 7-е место в эстафете, в 2016 — 8-е. В сезоне 2017/18 годов Орели сломала правую лодыжку и надолго выбыла из соревновании. В марте 2019 года на зимней Универсиаде в Красноярске выиграла золото на 500 м, и два серебра на 1000 м и 1500 м.
До марта 2020 года продолжала участвовать на этапах кубка мира и заняла 22-е место в многоборье на европейском чемпионате в Дебрецене. После года изоляции от пандемии коронавируса в январе 2021 года на чемпионате Европы в Гданьске выиграла золотую медаль в эстафете, а через месяц на чемпионате мира в Дордрехте взяла серебро эстафеты в составе Гвендолин Доде, Тифани Уо-Маршан и Орели Левек.